# 576
Cette page concerne l'année 576  du calendrier julien. Pour l'année 576 av. J.-C., voir 576 av. J.-C.
L'année 576 est une année bissextile qui commence un mercredi.

## Événements
- 5 avril, Pâques : Mérovée, fils de Chilpéric Ier, envoyé par son père pour soumettre le Poitou, s'arrète à Tours puis, sous prétexte de rendre visite à sa mère Audovère se rend vers Pâques à Rouen où il épouse Brunehilde, la veuve de Sigebert ; Chilpéric intervient, renvoie Brunehilde à Metz auprès de son fils Childebert II et retourne à Soissons avec Mérovée. La ville s'est révolté et les insurgés austrasiens ont chassé Frédégonde et son fils Clovis. Chilpéric les vainc et reprend Soissons où il enferme Mérovée[1].
- 14 mai : à Clermont, le matin de l’Ascension, un Juif renverse de l’huile rance sur la robe blanche d’un nouveau converti. La foule indignée détruit la synagogue. L’évêque de Clermont, Avit, contraint 500 Juifs au baptême alors que le reste de la communauté émigre à Marseille[2].
- Automne : le roi de Perse Khosrô Ier ouvre des négociations de paix avec l'empire byzantin[3].

- Chilpéric Ier envoie le duc Didier en Aquitaine, qui est battu en Limousin par le patrice Mummolus, dépêché par le roi Gontran[1].
- Incursion du roi wisigoth Léovigild à la frontière du royaume suève. Le roi suève Miron envoie une ambassade pour demander la paix ; Léovigild accepte et se retire[4].
- Le khan des Köktürks envoie un détachement de cavalerie sous le commandement d'un certain Bokhan contre les établissements byzantins en Crimée, avec l'aide du dernier chef des Huns Outourgour, Anagaï. Ils  attaquent la ville byzantine de Panticapée, près de l’actuel Kertch.
- Le chef lombard Gummarith fonde en Italie le duché de Tuscie (it)[5]

.

## Décès en 576
- 28 mai : Germain de Paris.